# جلال‌الدین تورانشاه
خواجه جلال‌الدین تورانشاه از امرا و وزرای مشهور آل مظفر در قرن هشتم هجری قمری است. 

## زندگی‌نامه
برخی خواجه جلال الدین را از نوادگان شیخ محمود شبستری و برخی برادر او دانسته‌اند. 
او به فرمان شاه شجاع مظفری به حکومت ابرقو منسوب شد و سپس به عنوان سومین وزیر شاه شجاع، بعد از خواجه قوام الدین محمد صاحب عیار و امیر کمالدین حسین رشیدی به وزارت رسید. وی مردی عارف و درویش مسلک بوده است و گویا غزل معروف خواجه حافظ شیرازی که در مقطع آن می گوید : «من غلام نظر آصف عهدم کاورا    صورت خواجگی و سیرت درویشان است» راجع به وی می باشد. 
او در دوره سلطان زین‌العابدین نیز وزیر او بوده است. برخی تاریخ مرگ وی را ۷۸۱ هجری قمری نوشته‌اند   که با توجه به مرگ شاه شجاع که در سال ٧٨۶ رخ داده است نمی تواند صحیح باشد. مرگ تورانشاه یک سال پس از شاه شجاع بوده است.  
مرگ تورانشاه در دیوان حافظ شیرازی به ابجد (میل بهشت = ۷۸۷) است.
آرامگاه تورانشاه در استان خراسان جنوبی قرار دارد.